# Dermanyssus
Los ácaros rojos de las aves o falsos piojos de las aves (Dermanyssus) son ectoparásito hematófagos que infectan a las aves pero también de forma oportunista a mamíferos como perros, caballos y humanos.

## Ciclo de vida
Sus huevos son ovalados y son depositados sobre los huevos  de aves o en sus nidos. La larva se desarrolla y pasa a juvenil o ninfa. Durante el primer estadio ninfal, la ninfa trata de llegar al cuerpo de un ave para poderse nutrir. Una vez nutrida, ella deja el cuerpo del ave y evoluciona a un segundo estadio ninfal y luego a adulto. En la adultez, pueden afectar a otros vertebrados. La duración total de la transformación es de dos semanas aproximadamente y solo se produce a temperaturas superiores a 9 °C.

## Comportamiento
Aunque los adultos pueden permanecer en los cuerpos de las aves, en los mamíferos se nutren sólo de noche y durante el día se ocultan en escondrijos.

## Pandemia

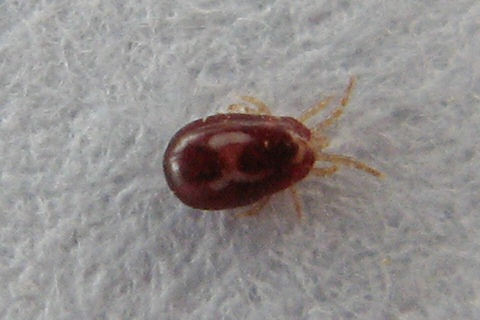
Ácaro de las aves de corral Dermanyssus Gallinae en una hoja de papel. El ácaro mide aproximadamente 1 mm de largo.

Estos se producen principalmente en verano y al aire libre, debido al modo de desarrollo de la larva que no vive permanentemente sobre el hospedero de sangre caliente. Los polluelos son las víctimas principales de estos parásitos, la sustracción de una gran cantidad de sangre les puede retardar el crecimiento o incluso matar a los pajaritos. Además, sus picadas pueden ocasionar alergias, e inflamaciones. Las reacciones de los vertebrados en la piel pueden provocar llagas. Es simple constatar el ataque de estos ácaros en las patas de las aves, y en algunos casos extremos, dado que la piel habitualmente está allí dura y rígida, se raja en jirones.
En los criaderos de aves, debido a la concentración de animales y de la vulnerabilidad inmunitaria, estos ácaros y más particularmente Dermanyssus gallinae, ocasionan perjuicios importantes.

## Especies
- - Dermanyssus americanus Ewing, 1923
  - Dermanyssus antillarum Dusbabek & Cerny, 1971
  - Dermanyssus apodis
  - Dermanyssus brevirivulus Gu & Ting, 1992
  - Dermanyssus brevis Ewing, 1936
  - Dermanyssus carpathicus Zeman, 1979
  - Dermanyssus chelidonis Oudemans, 1939
  - Dermanyssus faralloni Nelson & Furman, 1967
  - Dermanyssus gallinae (DeGeer, 1778)
  - Dermanyssus gallinoides Moss, 1966
  - Dermanyssus grochovskae Zemskaya
  - Dermanyssus hirsutus Moss & Radovsky, 1967
  - Dermanyssus hirundinis (Hermann, 1804)
  - Dermanyssus lacertarum (Contarini, 1847)
  - Dermanyssus longipes Berlese & Trouessart
  - Dermanyssus nipponensis Uchikawa & Kitaoka, 1981
  - Dermanyssus passerinus Berlese & Trouessart, 1889
  - Dermanyssus prognephilus Ewing, 1933
  - Dermanyssus quintus Vitzthum, 1921
  - Dermanyssus richiardii G. Canestrini & Fanzago, 1877
  - Dermanyssus rwandae Fain, 1993
  - Dermanyssus transvaalensis Evans & Till, 1962
  - Dermanyssus triscutatus Krantz, 1959
  - Dermanyssus trochilinis Moss, 1978
  - Dermanyssus wutaiensis Gu & Ting, 1992